# Angie Taddei
María de los Ángeles Taddei Cella (Quilmes, Argentina, 20 de septiembre de 1981), más conocida como Angie Taddei, es una conductora y cantante mexicana, nacida en Argentina. Ha desarrollado una carrera como conductora y cantante, es miembro del grupo JNS (anteriormente conocido Jeans), además de ser la única integrante original que permanece en el grupo.

## Biografía
Nació el 20 de septiembre de 1981 en la ciudad de Quilmes en Argentina, pero se fue a vivir a México desde muy pequeña, en 1994 forma parte del grupo musical juvenil Jeans junto con Paty Sirvent, Litzy Domínguez y Tabatha Vizuet, pero es hasta 1995 que el grupo se da a conocer con el disco homónimo Jeans, Angie también graba con el grupo los discos ¿Por qué disimular? (1996) y //:Tr3s.Jeans (1999), alcanzando estos dos últimos disco de oro por sus altas ventas. 
En 2000 decide salir del grupo debido a diferencias con el matrimonio Sirvent, mánager de "Jeans" y padres de Paty. En 2002 inicia su carrera como solista con el álbum Extended Play y aunque el tema Te quiero por dentro llegó a los primeros lugares de las estaciones de radio, el disco no logró la aceptación esperada.
En 2003 se inició en la conducción en la revista musical Pepsi Chart y de 2004 a 2014 condujo junto a Olivia Peralta y Melissa López (también ex-Jeans) el programa de revista juvenil Pícnic en Telehit, también en 2009 junto con Olivia incursionó como locutora para EXA FM, con el programa Ponte FrExa, transmitido por la frecuencia 104.9 de FM.
En 2010 aproximadamente, Angie inicia junto a Olivia una revista virtual de moda, salud y belleza para mujeres llamada Mundo Rosa, teniendo tanto éxito que ambas junto con la experta en maquillaje Hildelisa Beltrán escriben el libro “Mundo Rosa: Tu guía máxima de belleza”, que se convirtió en best seller, dando paso a un segundo libro, esta vez escrito por Angie, Melissa, Olivia y la sexóloga María Imilse Arrué: “Mundo Rosa: Tu guía máxima de sexualidad”.

## Actualidad
En 2015 Angie, con las ex-Jeans Melissa, Karla Díaz y Regina Murguía llevan a cabo un reencuentro ya no de la mano de sus antiguos mánager sino de BOBO Producciones alcanzando un gran éxito. Con la disquera Sony Music lanzan el disco Dèjá Vu que alcanzó rápidamente disco de oro.
En 2016 Angie sigue con "Jeans" y lanzan el disco 20 Años-En Vivo, que también logra disco de oro.
En 2017 y luego del cambio de nombre del grupo "Jeans" por JNS, el grupo combina la gira "Dèjá Vu" con el exitoso 90's Pop Tour donde comparten escenario con grandes cantantes de la época de los 90 como Fey, OV7, Caló, Aleks Syntek, Erick Rubin, Litzy y The Sacados, Irán Castillo, MDO, etc; publicando con Sony Music Latin un disco homónimo 90's Pop Tour con las canciones del concierto del 31 de marzo de 2017 en la Arena Ciudad de México. El disco alcanzó el nivel de platino por sus altas ventas
En 2017 Angie también conduce las dos temporadas del programa Cámbiame el look de E! Entertainment Television, versión latinoamericana del programa estadounidense How do I look.
En 2017, Angie graba junto a Jns un disco en estudio, llamado Metamorfosis, el cual incluye varios visuales que se lanzaron tanto en DVD como en formato digital. 
En 2021 y 2022 Angie sigue formado parte del 90’s pop tour, esta vez siento parte de la 4.º etapa, junto con artistas como Lynda, Sentidos Opuestos, Benny Ibarra, entre otros. Durante esta época, Angie forma parte del 4.º volumen de la exitosa gira.
En 2022, Angie junto con Melissa y Olivia Peralta, lanza el programa en Internet AMO, que es un “remake” del original Pícnic, programa en el cual las 3 trabajaron durante los 2000s.

## Vida personal
Angie Taddei estudió la Licenciatura en Comunicaciones en la Universidad Anáhuac del Norte en México, se casó en 2010 con el músico mexicano José Portilla más conocido como Joe Demikeli y en 2013 dio a luz a su primer hijo de nombre Ignacio.
En septiembre de 2017 Angie anuncia su segundo embarazo nombrando a su bebé Matías.
En 2020 anuncia en programa de su amiga Karla Díaz que mantiene una relación sentimental con Sergio O´Farril integrante del grupo Kabah